# قشاوة (حزم العدين)

تعديل مصدري - تعديل

قشاوة محلة تابعة لقرية وادي موعة، التابعة لعزلة حقين بمديرية حزم العدين إحدى مديريات محافظة إب في الجمهورية اليمنية، بلغ تعداد سكانها 76 حسب تعداد اليمن لعام 2004.